# (201) Penelope
(201) Penelope ist ein Asteroid des mittleren Hauptgürtels, der am 7. August 1879 vom österreichischen Astronomen Johann Palisa an der Marine-Sternwarte Pola in Istrien entdeckt wurde. Nachträglich konnte festgestellt werden, dass der Asteroid bereits am 14. April 1869 an der Sternwarte Düsseldorf beobachtet worden war.
Der Asteroid wurde benannt nach Penelope, der berühmten Prinzessin von Griechenland, Tochter von Ikarios und Periboia. Sie war die Frau von Odysseus und die Mutter von Telemachos. Während der Abwesenheit ihres Mannes wurde sie von 108 Verehrern bedrängt, die sie mit Kälte und Verachtung behandelte. Die drei hartnäckigsten waren Amphinomos, Antinoos und Eurymachos, aber sie wurde von ihren unerwünschten Aufmerksamkeiten befreit, als Odysseus nach zwanzig Jahren Abwesenheit nach Hause zurückkehrte und seine Rivalen tötete. Penelope wird von Homer als Vorbild weiblicher Tugend und Keuschheit beschrieben. Die Benennung erfolgte durch die Berliner Astronomen anlässlich der Versammlung der Astronomischen Gesellschaft im September 1879.

## Wissenschaftliche Auswertung
Aus Ergebnissen der IRAS Minor Planet Survey (IMPS) wurden 1992 erstmals Angaben zu Durchmesser und Albedo für zahlreiche Asteroiden abgeleitet, darunter auch (201) Penelope, für die damals Werte von 68,4 km bzw. 0,16 erhalten wurden. Radarastronomische Untersuchungen am 11. und 14. November 2011 am Arecibo-Observatorium bei 2,38 GHz ergaben einen effektiven Durchmesser von 80 km. Die Radarechos wiesen auf eine große Höhlung oder eine gegabelte Struktur hin und die hohe Radar-Albedo deutete auf eine Zusammensetzung hin, die von Metallen dominiert ist, während die Oberfläche sehr glatt sein dürfte. Eine Auswertung von Beobachtungen durch das Projekt NEOWISE im nahen Infrarot führte 2011 zu vorläufigen Werten für den Durchmesser und die Albedo im sichtbaren Bereich von 88,1 km bzw. 0,10. Ein Vergleich von Daten, die von 1978 bis 2011 an der Sternwarte Ondřejov in Tschechien und am Table Mountain Observatory in Kalifornien gesammelt wurden, mit den Daten von NEOWISE führte 2012 zu einer Korrektur der Werte für den Durchmesser und die Albedo auf 87,7 km bzw. 0,09. Nachdem die Werte nach neuen Messungen mit NEOWISE 2012 auf 60,9 km bzw. 0,04 korrigiert worden waren, wurden sie 2014 auf 85,9 km bzw. 0,10 geändert.
Photometrische Beobachtungen in verschiedenen Wellenlängenbereichen in Verbindung mit den Albedo-Messungen durch IRAS führten für (201) Penelope zu einer taxonomischen Zuordnung zur Spektralklasse M. Im August 1993 wurde (201) Penelope an der Infrared Telescope Facility (IRTF) auf Hawaiʻi spektrophotometrisch im mittleren Infrarot beobachtet. Ein Absorptionsmerkmal bei 3 µm Wellenlänge deutete auf wasserhaltige Minerale auf dem Asteroiden hin. Im selben Monat erfolgten weitere spektrophotometrische Messungen auch am Krim-Observatorium in der Ukraine. Absorptionsbänder im sichtbaren Bereich konnten möglicherweise metallischen Verbindungen, Pyroxenen und oxidierten oder durch Aufnahme von Wasser veränderten mafischen Mineralen zugeschrieben werden. Spektrographische Beobachtungen an der IRTF im Mai 2001 zeigten erstmals schwache und zeitlich veränderliche, aber eindeutige Absorptionsmerkmale auch im nahen Infrarot bei 900 nm. Sie wurden dahingehend interpretiert, das bei (201) Penelope ein partieller oder intakter Metallkern vorliegt mit geringen, variablen Vorkommen an Orthopyroxenen mit niedrigem Fe- und Ca-Gehalt.
Im Rahmen des Programms Mid-IR Asteroid Spectroscopy (MIDAS) der Cornell University in New York erfolgten im September 2002 spektrometrische Messungen des Asteroiden am Palomar-Observatorium im mittleren Infrarot bei 8–13 µm. Auf der direkt der Sonne zugewandten Seite konnte eine Temperatur von etwa 250 bis 255 K gemessen werden, der mittlere Durchmesser wurde zu etwa 74 bis 84 km abgeschätzt.

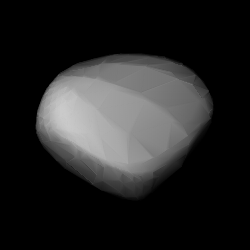
Berechnetes 3D-Modell von (201) Penelope

Bei einem Projekt zur Untersuchung, ob Asteroiden der Spektralklasse M generell kurze Rotationsperioden besitzen, wurde auch (201) Penelope Anfang September 1980 am La-Silla-Observatorium photometrisch beobachtet. Aus der Kombination mit weiteren Beobachtungsdaten von Ende Oktober vom Osservatorio Astronomico di Torino in Italien konnte aus der Lichtkurve mit großer Amplitude tatsächlich eine kurze Rotationsperiode von 3,7474 h bestimmt werden. Eine so rasche Rotation bei solchen Objekten könnte durch große Einschläge verursacht sein, bei denen ein erheblicher Teil der durch die Kollisionen entstandenen Trümmer und Fragmente nicht entkommen kann, sondern auf der Oberfläche einen tiefen Regolith mit sehr geringer Kohäsionsfestigkeit bildet. Diese Schicht würde dazu neigen, sich wie eine Flüssigkeit in eine ausgeprägte dreiachsig-ellipsoidische Gleichgewichtsform zu entspannen. Während eine einzelne Beobachtung am 20. September 1980 am Table Mountain Observatory in Kalifornien wegen der kurzen Beobachtungszeit keine Verbesserung der bereits bekannten Ergebnisse brachte, bestätigten koordinierte Beobachtungen vom 6. bis 30. Oktober 1980 mit zwei verschiedenen Teleskopen am La-Silla-Observatorium sowie vom 29. Oktober bis 7. November am Perth-Observatorium in Australien die Rotationsperiode mit einem Wert von 3,7476 h.
Eine Forschergruppe an der University of Arizona und am Planetary Science Institute in Tucson führte in den 1980er Jahren ein Programm zur „Photometrischen Geodäsie“ einer Anzahl von schnell rotierenden Asteroiden des Hauptgürtels durch, darunter auch (201) Penelope. Bei Beobachtungen am Kitt-Peak-Nationalobservatorium in Arizona bei mehreren Gelegenheiten zwischen Dezember 1982 und Januar 1986 konnten zahlreiche Lichtkurven erfasst werden. Aus diesen wurden mehrere alternative Positionen für die Rotationsachse bestimmt, beide nahezu in der Ebene der Ekliptik gelegen, und eine Periode von 3,7471 h. Außerdem wurden die Achsenverhältnisse von dreiachsig-ellipsoidischen Gestaltmodellen berechnet. Eine unabhängige Untersuchung von 1990, die die gleichen Ausgangsdaten der Forschergruppe verwendete, konnte ebenfalls zwei alternative Rotationsachsen und Achsenverhältnisse bestimmen. Hier wurde allerdings eine retrograde Rotation mit einer Rotationsperiode von 3,74746 h präferiert. Die Untersuchung bestätigte aber auch die Schwierigkeiten in der Auswertung der Daten gerade dieses Asteroiden im Hinblick auf die stark schwankenden Amplituden der Lichtkurven. Im Februar 1987, April 1988 und November 1989 wurden im Rahmen des Programms der Forschergruppe noch drei weitere Lichtkurven für den Asteroiden erhalten. Damit wurden die zuvor erhaltenen Ergebnisse noch einmal überarbeitet, es konnten aber wegen der Schwierigkeiten in der Auswertung der Lichtkurven wieder keine eindeutigen Aussagen betreffend die Rotationsachse und -richtung getroffen werden. Von einer Lösung nahe zur Ebene der Ekliptik und einer mit retrograder Rotation wurde die erste mit einer Periode von 3,7471 h bevorzugt.
In den 1980er und 1990er Jahren gab es darüber hinaus weitere Untersuchungen, die aus den archivierten Lichtkurven Berechnungen mit unterschiedlichen Methoden zur Bestimmung meist von zwei alternativen Lösungen für die Position der Rotationsachse, des Drehsinns (bevorzugt retrograd), der Rotationsperiode und der Achsenverhältnisse von Gestaltmodellen durchführten. Dabei gab es immer wieder auch neue photometrische Beobachtungen, die weitere Lichtkurven lieferten, wie Ende Juli 1984 am South African Astronomical Observatory (SAAO) in Südafrika (abgeleitete Rotationsperiode 3,76 h), Anfang August desselben Jahres am La-Silla-Observatorium, Ende August 1993 am Krim-Observatorium in Nautschnyj (hier wurde auch eine rotationsabhängige Veränderung des Spektrums des Asteroiden festgestellt und als Ursache das örtliche Vorkommen wasserhaltiger Silicate angenommen) sowie vom August bis Oktober 1993 an der Außenstelle Tshuhujiw des Charkiw-Observatoriums in der Ukraine und am Krim-Observatorium in Simejis (abgeleitete Periode 3,7474 h).
In einer Untersuchung von 2003 konnte durch die Methode der komplexen Inversion aus Beobachtungsdaten der Jahre 1980 bis 1989 für (201) Penelope ein Gestaltmodell für zwei alternative Rotationsachsen errechnet werden. Das Modell ist etwas länglich und recht regelmäßig, weist aber eine leichte ovale Asymmetrie sowie einige große flache Bereiche (die möglicherweise große Einkerbungen markieren) in der Mitte auf. Diese könnten auch auf eine Kontaktbinärstruktur hinweisen. Die Achsenverhältnisse und eine Rotationsperiode von 3,74745 h wurden bestimmt. Bei einem Vergleich mit einer Aufnahme des Adaptive Optics (AO)-System am Teleskop II des Keck-Observatoriums auf Hawaiʻi im Infraroten vom 28. Juni 2010 entsprach die dort beobachtete ovale Kontur dem erstellten Gestaltmodell für eine der Rotationsachsen sehr exakt, die alternative Rotationsachse konnte dagegen ausgeschlossen werden. Für den äquivalenten Durchmesser wurde ein Wert von 85 ± 8 km abgeleitet.
Weitere photometrische Beobachtungen im Dezember 2011 am UnderOak Observatory in New Jersey lieferten eine Lichtkurve und eine Rotationsperiode von 3,749 h und Beobachtungen im Januar 2017 durch eine Schülergruppe an einer Highschool in Japan ergaben ebenfalls eine Rotationsperiode von 3,75 h.
Zwischen 2012 und 2018 wurden mit der All-Sky Automated Survey for Supernovae (ASAS-SN) auch photometrische Daten von 20.000 Asteroiden aufgezeichnet. Auf mehr als 5000 davon konnte erfolgreich die Methode der konvexen Inversion angewendet werden, darunter auch (201) Penelope, für die in einer Untersuchung von 2021 ein verbessertes dreidimensionales Gestaltmodell für zwei alternative Rotationsachsen mit retrograder Rotation und einer Periode von 3,74744 h berechnet wurde. Aus archivierten Daten des Asteroid Terrestrial-impact Last Alert System (ATLAS) aus dem Zeitraum 2015 bis 2018 konnte in einer Untersuchung von 2022 mit der Methode der konvexen Inversion eine Rotationsperiode von 3,74745 h berechnet werden.